# 鈴木光人
鈴木 光人 (すずき みつと、1973年4月6日 - )は京都府出身のゲームミュージックの作曲家。スクウェア・エニックス所属。

## 概要
田中フミヤ主催のTOREMAからデビューし細野晴臣主催のDaisy worldを経て97年、渡部高士と共にテクノサウンドユニットOVERROCKETを結成しメンバーとして活動していたが2005年頃脱退。スクウェア・エニックスに在籍する前にDJ活動をしていたことがあり、その時期にコナミの音楽ゲームにMitsuto Suzuki名義で幾つかの楽曲を提供している。

## 作品
- The 3rd Birthday（PSP） - 下村陽子、関戸剛との連名
- ファイナルファンタジーXIII-2（PS3/Xbox 360） - 浜渦正志、水田直志との連名
- ライトニング リターンズ ファイナルファンタジーXIII（PS3/Xbox 360） - 浜渦正志、水田直志との連名
- スクールガールストライカーズ（iOS/Android） - とくさしけんごとの連名
- メビウス ファイナルファンタジー（iOS/Android）
- ファイナルファンタジーVII リメイク（PS4） - 浜渦正志、植松伸夫との連名

## BEMANIシリーズ提供楽曲

### ゲーム用楽曲
- Beyond the Bounds(Mitsuto Suzuki 020203 Mix feat.Sana) (家庭用ポップンミュージック8) - ANUBIS ZONE OF THE ENDERSの主題歌のリミックス
- La Bossanova de Sana (家庭用beatmania6thMIX+CORE REMIX) - GUITARFREAKS APPEND 2nd MIXに収録されている同曲のリミックス
- gymnopedie~skip over MIX~ (家庭用KEYBOARD MANIA) - エリック・サティのジムノペディのリミックス
- Let's run (beatmaniaIIDX 10th style)
- Listen up (beatmaniaIIDX 12 HAPPY SKY)

### 非ゲーム用楽曲
- Angel (Post Production Mitsuto Suzuki Mix) (Sana-mode)
- Beyond the Bounds(Mitsuto Suzuki 020203 Mix feat.Sana) (ANUBIS ZONE OF THE ENDERS ORIGINAL SOUNDTRACK)
- La Bossanova de Sana (Post Production Mitsuto Suzuki MIX) (Sanative)
- Chasing the Clouds (Sanative)
- The end of my spiritually (Post Production Mitsuto Suzuki 050218mix) (V-RARE SOUND TRACK 10)
- Let's Run -post Production Mitsuto Suzuki Mix- (beatmaniaIIDX 10th style ORIGINAL SOUNDTRACK)
- LISTEN UP(POST PRODUCTION MITSUTO SUZUKI) (beatmaniaIIDX 12 HAPPY SKY ORIGINAL SOUNDTRACK)

## その他
- IN MY OWN BACKYARD - スクウェア・エニックスからの1stオリジナルアルバム ダウンロード販売限定
- NEUROVISION - スクウェア・エニックスからの2ndオリジナルアルバム ダウンロード販売限定
- Botshaft / Post Production Mitsuto Suzuki Mix - クリスマス・コレクションズ music from SQUARE ENIXに収録 サガ フロンティア2の同曲のリミックス
- ロマンシングサ・ガ2「Last Battle(Post Production Mitsuto Suzuki Mix)」 - スクウェア・エニックス バトル・トラックス Vol.1にボーナストラックとして収録 ロマンシング サ・ガ2の同曲のリミックス
- 魔界塔士Sa・Ga「メインテーマ」 - More SQに収録 魔界塔士Sa・Gaの同曲のリミックス
- ファイナルファンタジーXII「水のほとり」 - SQ Chipsに収録 ファイナルファンタジーXIIの同曲のリミックス
- ファイナルファンタジー「Chip de Chocobo」 - SQ Chips ヴィレッジヴァンガード購入者特典CDに収録 ファイナルファンタジーシリーズのチョコボのテーマのリミックス
- ファイナルファンタジーXIII-2 - ゲームで使われた一部のBGMは鈴木光人によるもの。特にOrigaがボーカルを務めたものは全て担当している。
- GROOVE COASTER「Freestyle Beats」「Maiami Sound Beats」 - 楽曲提供